# Moraleja de las Panaderas
Moraleja de las Panaderas est une commune de la province de Valladolid dans la communauté autonome de Castille-et-León en Espagne.

## Sites et patrimoine
- Église San Boal, l'intérieur est en ruines.

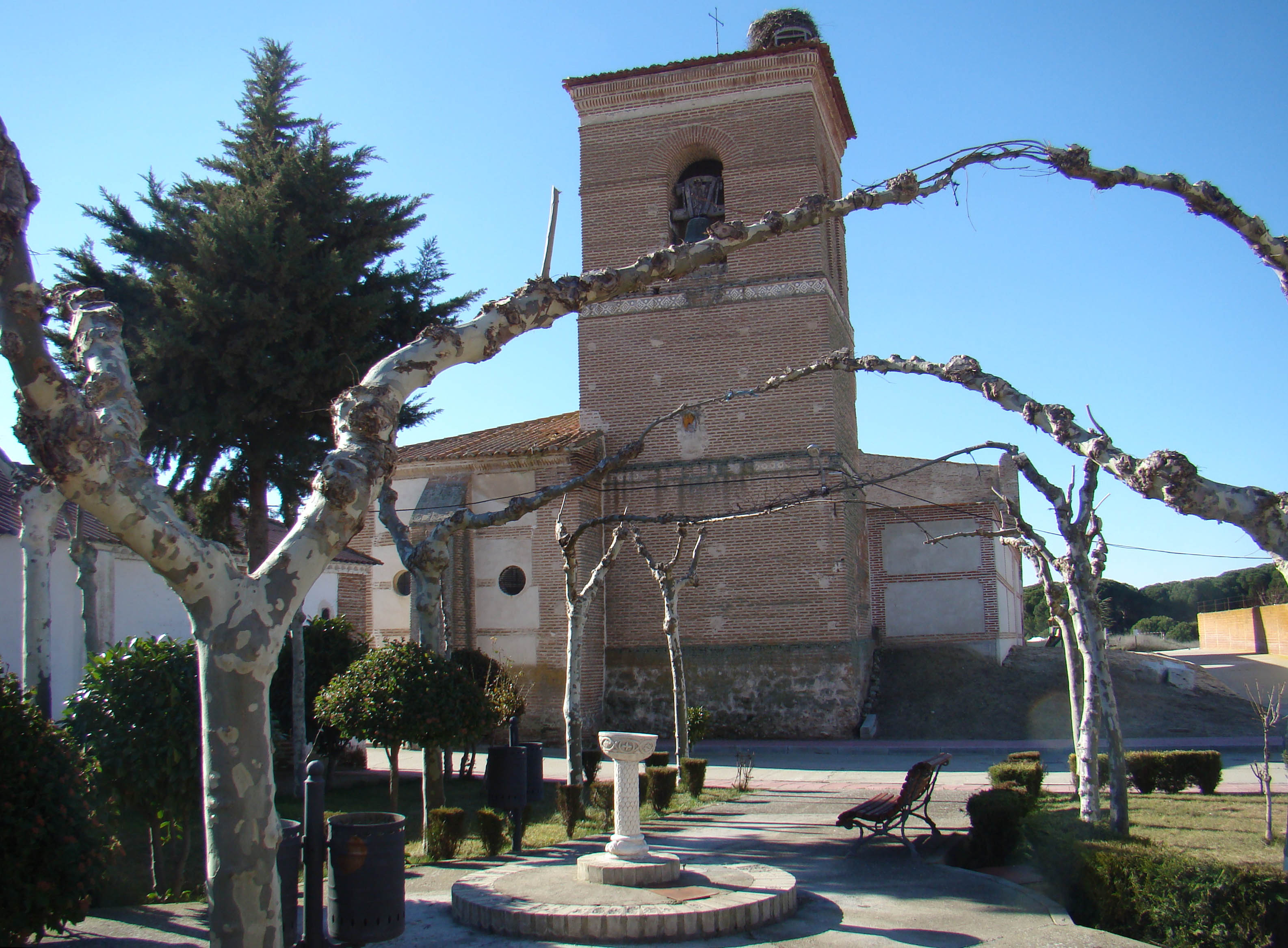
L'église San Boal et la nouvelle fontaine.
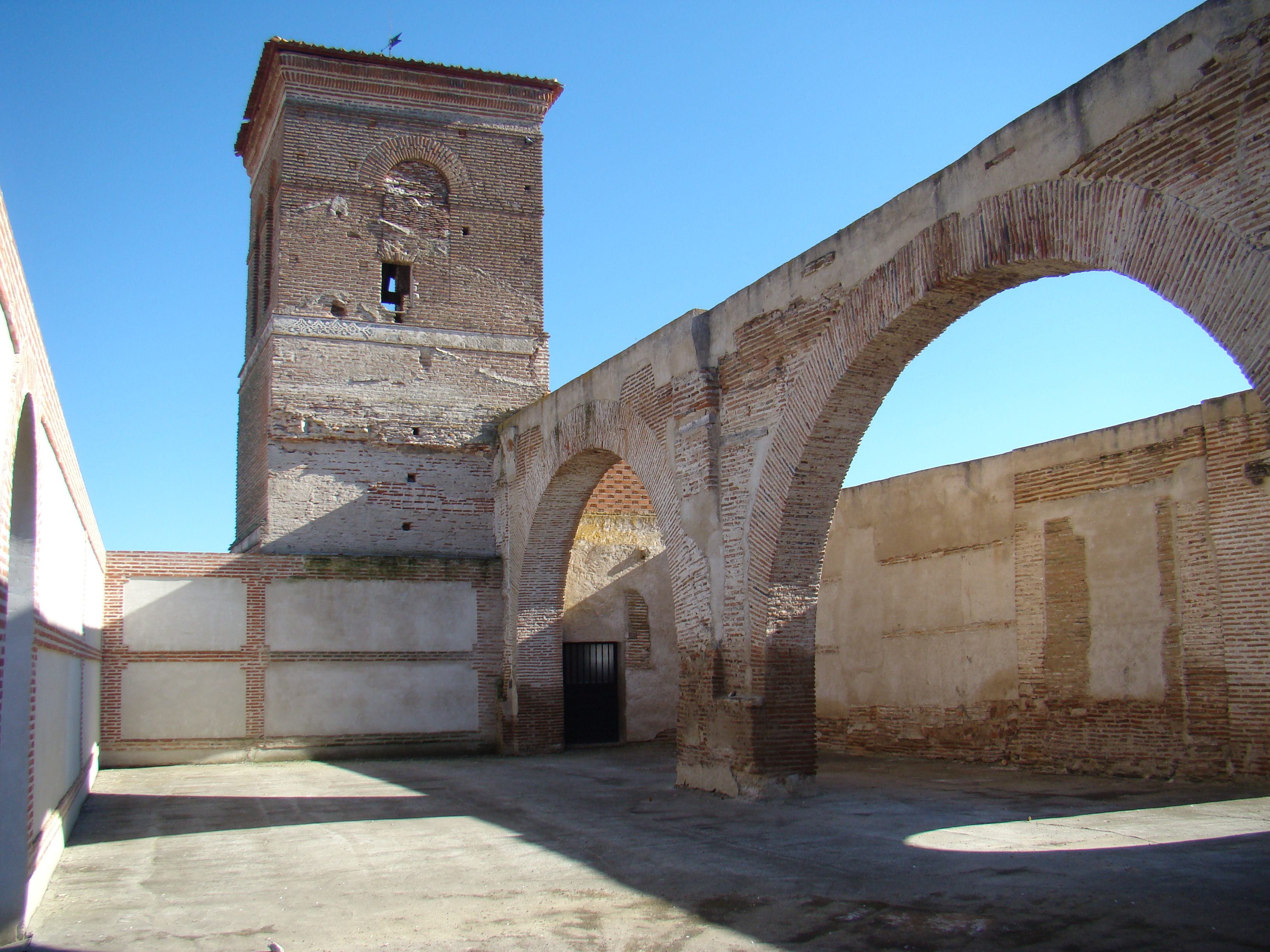
Église San Boal.
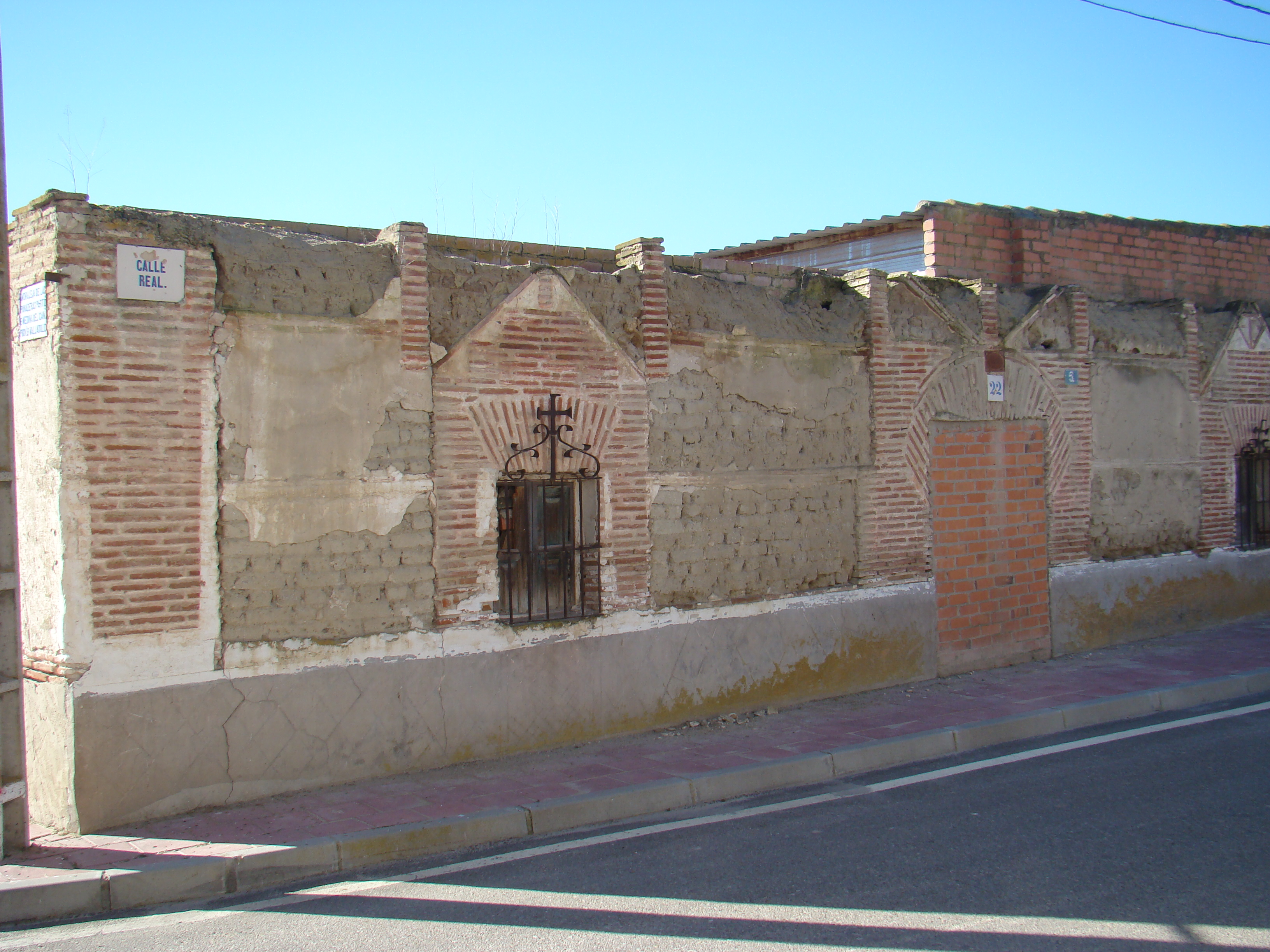
Calle Real.